# Rosa pantern (serietidning)
Rosa Pantern var en svensk serietidning som utgavs av Semic Press 1973-1987.
Tidningen innehöll två olika serier: Rosa Pantern och Kommissarie Noll. Huvudkaraktärerna i respektive serie byggde på de animerade figurer som förekom i början och slutet av varje installation i en serie filmer om den franske poliskommissarien Clouseau. Den amerikanska serietidning på vilken den svenska var baserad utkom i 87 nummer, och utgavs av Gold Key. Serien tecknades till stor del av Warren Tufts.